# Gerontofilia
Gerontofilia (grego:Geron, que significa velho; e philie, amor) é uma parafilia que consiste na atração sexual por pessoas idosas. Algumas mulheres jovens, geralmente adolescentes, apaixonam-se facilmente por homens mais velhos. A atração dos jovens para mulheres mais velhas é frequentemente causada pela falta de confiança nas suas capacidades sexuais. A gerontofilia é normalmente associada a um transtorno mental na infância. Nas origens de gerontofilia está a perceção pela criança de um adulto como o seu ídolo, modelo de referência ou herói. Muitas vezes, as crianças tentam compensar por conta própria a falta de atenção, ausência de relações com os pais e a falta de cuidado por parte dos adultos. Este aspeto é por vezes especialmente notável em adolescentes. Gerontofilia é baseada em distúrbios de comunicação e é muitas vezes combinada com tendências masoquistas, desejo de ter uma relação humilhadora e a necessidade de subordinação sem direito à vontade própria. Os gerontófilos preferem como parceiros pessoas idosas, ou, pelo menos, pessoas significativamente mais velhas. A psicanálise considera a gerontofilia manifestação do complexo de Édipo – atração reprimida pelo pai ou pela mãe. A psicoterapia e os métodos de psicanálise ajudam a lidar com este tipo de atração.